# Emily Watson
Emily Watson (Islington, Londres; 14 de gener del 1967) és una actriu anglesa que ha estat nominada en diverses ocasions als Oscar, Globus d'Or i BAFTA com a millor actriu.

## Biografia
Sempre ha estat interessada en l'actuació i,  tot i que la seva primera sol·licitud per ingressar a l'escola d'actuació fou rebutjada, continuà perseverant i passà uns quants  anys en obres de teatre de la Royal Shakespeare Company.
La primera aparició de Watson en la pantalla gran fou el 1996 a la pel·lícula Breaking the Waves, dirigida pel danès Lars von Trier. A Breaking the Waves encarnà el rol de Bess McNeil, una dona cegament enamorada del seu xicot fins al punt de sotmetre's a qualsevol cosa per tal de demostrar-li el seu amor. Aquest drama va valdre-li dues nominacions com a millor actriu per al Globus d'Or i l'Oscar.
L'any següent va tornar al cinema amb The Mill on the Floss, The Boxer i Metroland. El 1999, així com el 1996, fou nominada per un Oscar com a millor actriu per la seva interpretació de la maniàtica violoncel·lista britànica Jacqueline du Pré a la pel·lícula Hilary and Jackie. El 1999 actuà a Cradle Will Rock i a l'adaptació de la novel·la Les cendres d'Àngela, escrita per Frank McCourt i guanyadora d'un Premi Pulitzer.

## Filmografia
| Any  | Títol                                               | Paper                  | Notes |  |
| ---- | --------------------------------------------------- | ---------------------- | --- |  |
| 1996 | Breaking the Waves                                  | Bess McNeill           | Nominació − Oscar a la millor actriu Nominació − Globus d'Or a la millor actriu dramàtica Nominació − BAFTA a la millor actriu |  |
| 1997 | Metroland                                           | Marion                 | |  |
| 1997 | The Boxer                                           | Maggie                 | |  |
| 1998 | Hilary and Jackie                                   | Jackie Du Pré          | Nominació − Oscar a la millor actriu Nominació − Globus d'Or a la millor actriu dramàtica Nominació − BAFTA a la millor actriu |  |
| 1999 | Cradle Will Rock                                    | Olive Stanton          | |  |
| 1999 | Angela's Ashes                                      | Angela McCourt         | Nominació − BAFTA a la millor actriu                                                                                           |  |
| 2000 | Trixie                                              | Trixie Zurbo           | |  |
| 2000 | The Luzhin Defence                                  | Natalia Katkov         | |  |
| 2001 | Gosford Park                                        | Elsie                  | |  |
| 2002 | Equilibrium                                         | Mary O'Brien           | |  |
| 2002 | Punch-Drunk Love                                    | Lena Leonard           | |  |
| 2002 | Red Dragon                                          | Reba McClane           | |  |
| 2004 | Digue'm Peter (The Life and Death of Peter Sellers) | Anne Sellers           | Nominació − Globus d'Or a la millor actriu dramàtica                                                                           |  |
| 2005 | Laberint de mentides (Separate Lies)                | Mary O'Brien           | |  |
| 2005 | La núvia cadàver                                    | Victoria Everglot      | Veu |  |
| 2005 | The Proposition                                     | Anne Manning           | |  |
| 2006 | Miss Potter                                         | Millie Warne           | |  |
| 2006 | Kruistocht in spijkerbroek                          | Mary Vega              | |  |
| 2007 | The Water Horse: Legend of the Deep                 | Anne MacMorrow         | |  |
| 2008 | Fireflies in the Garden                             | Jane                   | |  |
| 2008 | Synecdoche, New York                                | Tammy                  | |  |
| 2009 | Cold Souls                                          | Claire                 | |  |
| 2011 | War Horse                                           | Rose Narracott         | |  |
| 2011 | Appropriate Adult                                   | Janet Leach            | Nominació − Globus d'Or a la millor actriu en minisèrie o telefilm                                                             |  |
| 2012 | Anna Karenina                                       | Comtessa Lydia Ivanova | |  |
| 2013 | Some Girl(s)                                        | Lindsay                | |  |
| 2013 | The Politician's Husband                            | Freya Hoynes           | Minisèrie |  |
| 2013 | Belle                                               | Lady Mansfield         | |  |
| 2013 | The Book Thief                                      | Rosa Hubermann         | |  |
| 2014 | The Theory of Everything                            | Beryl Wilde            | |  |
| 2014 | Testament of Youth                                  | Mrs. Brittain          | |  |
| 2015 | Molly Moon and the Incredible Book of Hypnotism     | Miss Trinklebury       | |  |
| 2015 | Little Boy                                          | Emma Busbee            | |  |
| 2015 | A Royal Night Out                                   | Reina                  | |  |
| 2015 | The Secret Life of Marilyn Monroe                   | Grace McKee            | Minisèrie |  |
| 2015 | Everest                                             | Helen Wilton           | |  |
| 2017 | Apple Tree Yard                                     | Yvonne Carmichael      | |  |
| 2017 | Genius                                              | Elsa Einstein          | |  |
| 2017 | Kingsman: The Golden Circle                         | Chief of Staff         | |  |
| 2017 | Little Women                                        | Marmee                 | |  |
| 2018 | The Happy Prince                                    | Constance Lloyd        | |  |
| 2018 | On Chesil Beach                                     | Violet Ponting         | |  |
| 2018 | King Lear                                           | Regan                  | |  |
| 2019 | Chernobyl                                           | Ulana Khomiuk          | Minisèrie |  |
| 2024 | Dune: prophecy                                      | Valya Harkonen         | minisèrie |  |